# Ignatius Schachermair
Ignatius Schachermair OSB (* 14. November 1877 in St. Marien, Oberösterreich als Alois Schachermair; † 14. Juni 1970 in Kremsmünster) war Mönch und Abt des Benediktinerstiftes Kremsmünster.

## Leben
Alois Schachermair trat nach dem Abschluss am Stiftsgymnasium Kremsmünster (1893–1897) in das Kloster ein und wurde am 22. August 1897 mit dem Ordensnamen Ignatius eingekleidet; am 30. September 1901 folgte die ewige Profess. Das Theologie-Studium absolvierte er am Päpstlichen Athenaeum Sant’Anselmo in Rom (1898–1902), wo er am 24. Mai 1902 zum Priester geweiht wurde. Daran schlossen sich Studien an der Universität Wien zur Vorbereitung auf das Lehramt für die Fächer Naturgeschichte, Mathematik und Physik an.
Zurück in Kremsmünster wurde Schachermair 1906 Gymnasialprofessor in Kremsmünster, ein Jahr später auch Kustos der naturwissenschaftlichen Sammlungen; dazu kamen verschiedene seelsorgliche Aufgaben.
Am 4. April 1929 wählte ihn der Konvent von Kremsmünster mit großer Mehrheit zum Abt. In diesem Amt bemühte er sich um die wirtschaftliche Konsolidierung und eine monastische Erneuerung im Haus, etwa in der Pflege des Choralgesangs. Die Nationalsozialisten lösten 1941 das Stift auf und zwangen Abt Ignatius ins Exil, aus dem er erst 1945 zurückkehren konnte. In der Nachkriegszeit setzte er sich für den Wiederaufbau des Stiftes und des Gymnasiums ein, an dem schon 1949 die erste Matura nach dem Krieg gehalten werden konnte. Seine Sorge galt auch den Sammlungen sowie den Pfarren des Stiftes. 1964 erbat er von Rom 86-jährig die Resignation, woraufhin ihm ein Koadjutor gewährt wurde, der im Oktober 1964 gewählte Abt Albert II. Bruckmayr (Abt bis 1982). Am 14. Juni 1970 starb der im Professbuch als „wahrhaft ehrwürdiger Greis, Beispiel eines Abtes“ bezeichnete Abt Ignatius und wurde in der Gruft unter der Marienkapelle der Stiftskirche beigesetzt.

## Klosteraufhebung und Exil
Mit der Auflösung des Stiftes durch die Nationalsozialisten am 3. April 1941 wurde Abt Ignatius gauverwiesen und musste ins Exil gehen. Er fand Zuflucht zunächst im Kloster Scheyern, später im Schloss Weitwörth bei Salzburg (1941–1945). Trotz Exil und Enteignung blieb er in diesen Jahren der „geistige und geistliche Mittelpunkt seines Konvents.“ Am 29. Juli 1945 kehrte Abt Ignatius nach Kremsmünster zurück, wo er von über 3500 Menschen begrüßt wurde. Im Namen der oberösterreichischen Landesregierung hieß ihn der Dichter Arthur Fischer-Colbrie willkommen: „Einem Bettler gleich verjagt“ halten sie „wie ein König, von allem Volk bejubelt, wieder feierlich Einzug.“

## Bautätigkeit
An den Baulichkeiten des Stiftskomplexes ließ Abt Ignatius einige Veränderungen vornehmen. So wurde das 2. Stockwerk des Klerikattraktes erbaut (1937/1938), ein Theatersaal eingerichtet (1956), ein Turnsaal gebaut (1960), sowie die Außenfassaden von Stift und Kirche, der Fischkalter und das barocke Refektorium renoviert. In den Pfarren des Stiftes wurden neue Kirchen in Sattledt (1937) und Scharnstein (1956) sowie einige Pfarrhöfe (z. B. Kirchham) neu errichtet.

## Ehrungen und Mitgliedschaften
Abt Ignatius Schachermair war Ehrenbürger seiner Heimatgemeinde St. Marien sowie von Kremsmünster und Träger des großen Silbernen Ehrenzeichen der Republik Österreich.
Er war Ehrenmitglied der K.Ö.St.V. Kürnberg im ÖCV zu Wien.